# Конийак-Корбьер
Конийак-Корбье́р (фр. Conilhac-Corbières) — коммуна во Франции, находится в регионе Лангедок — Руссильон. Департамент коммуны — Од. Входит в состав кантона Лезиньян-Корбьер. Округ коммуны — Нарбонна.
Код INSEE коммуны — 11098.

## Население
Население коммуны на 2008 год составляло 819 человек.
| 1962 | 1968 | 1975 | 1982 | 1990 | 1999 | 2008 |
| ---- | ---- | ---- | ---- | ---- | ---- | ---- |
| 503  | 547  | 532  | 528  | 582  | 601  | 819  |

## Экономика
В 2007 году среди 475 человек в трудоспособном возрасте (15—64 лет) 321 были экономически активными, 154 — неактивными (показатель активности — 67,6 %, в 1999 году было 71,5 %). Из 321 активных работали 283 человека (151 мужчина и 132 женщины), безработных было 38 (11 мужчин и 27 женщин). Среди 154 неактивных 45 человек были учениками или студентами, 53 — пенсионерами, 56 были неактивными по другим причинам.